# 음향 파워
음향 파워(acoustic power)는 소리의 강도를 나타내는 물리량이다. 단위는 와트를 쓴다.
음향 파워는 음향 인텐시티와 면적의 곱, 또는 인텐시티의 면적분으로 정의한다.
{\displaystyle W=IA=\int _{S}I\,dS}
만약 소리가 구면 대칭으로 방사하고 있을 경우 파워는 다음과 같다.
{\displaystyle W=4\pi r^{2}I(r)} (단, r은 음원과의 거리.)
이상적인 조건에서 음향 인텐시티는 거리의 제곱에 반비례하므로, 음향 파워는 거리와 무관하게 항상 일정하다.

## 음향 파워 레벨
음향 파워 레벨은 음향 파워를 로그 규모로 표현한 것이다. 단위는 데시벨을 쓴다.
{\displaystyle L_{W}=10\log _{10}\left({\frac {W}{W_{\mathrm {ref} }}}\right)}
기준 음향 파워는 보통 {\displaystyle W_{\mathrm {ref} }=10^{-12}\ \mathrm {W} =1\ \mathrm {pW} \,}를 쓴다.

## 참고 문헌
- L. E. Kinsler, A. R. Frey, A. B. Coppens, and J. V. Sanders, Fundamentals of Acoustics, Fourth Edition (New York: John Wiley & Sons, Inc., 1999), ISBN 978-0471847892.